# Forbidden Colours
Forbidden Colours è un singolo del musicista britannico David Sylvian e del compositore giapponese Ryūichi Sakamoto, pubblicato il 24 giugno 1983.

## Descrizione
Si tratta della versione cantata del tema musicale del film Furyo, diretto da Nagisa Ōshima, e rappresenta la seconda collaborazione tra i due artisti dopo Bamboo Houses/Bamboo Music.
Il titolo è tratto dall'omonimo racconto di Yukio Mishima del 1953 (tradotto in italiano in Colori proibiti), che presenta numerose analogie con la composizione, soprattutto l'esplorazione (anche se non in un'ottica bellica come nel lungometraggio) del tema dell'omosessualità.
Nel 1984 il brano venne registrato per la seconda volta e pubblicato come lato B del singolo Red Guitar, proveniente dall'album di debutto di Sylvian Brilliant Trees. Successivamente venne incluso come bonus track in alcune versioni di un altro disco di questi, Secrets of the Beehive. Altre reinterpretazioni sia dell'uno sia dall'altro compositore furono prodotte strumentali, intitolate "Merry Christmas, Mr. Lawrence" e cantate. Fra queste spicca una versione orchestrale cantata da Sylvian inclusa nell'album di Sakamoto Cinemage.

## Tracce
Testi di David Sylvian, musiche di Ryūichi Sakamoto.
7" (Regno Unito)
- Lato A

1. Forbidden Colours – 4:42

- Lato B

1. The Seed and the Sower – 5:00

12" (Regno Unito)
- Lato A

1. Forbidden Colours – 4:42

- Lato B

1. The Seed and the Sower – 5:00
2. Last Regrets – 2:40

CD
1. Forbidden Colours – 4:42
2. Bamboo Houses – 5:26
3. Bamboo Music – 5:38

## Formazione
Musicisti
- David Sylvian – voce
- Ryūichi Sakamoto – tastiera, programmazione

Produzione
- Ryūichi Sakamoto – produzione, registrazione, missaggio
- Seigen Ono, Shinichi Tanaka – registrazione, missaggio
- Michio Nakakoshi – assistenza alla registrazione
- David Sylvian – copertina
- Yuka Fujii – fotografia

## Classifiche
| Classifica (1983) | Posizione massima |
| ----------------- | ----------------- |
| Irlanda           | 15                |
| Regno Unito       | 16                |

## Cover e apparizioni
- Ryūichi Sakamoto: Piano One del 1985 (versione solo per pianoforte)
- Rob Hubbard: Tema musicale del videogioco International Karate del 1986 (ma più che una cover è un brano ispirato alla canzone)
- Watergate: Campionamento per il loro singolo Heart of Asia del 1999
- Maksim Mrvica: Variations Part I&II del 2004